# Columbus (Ohio)
Columbus es la capital y ciudad más grande del estado de Ohio en Estados Unidos. Está ubicada en el centro del estado, en la confluencia de los ríos Scioto y Olentangy. Fundada en 1812 (recibió ese nombre en honor al almirante Cristóbal Colón, Christopher Columbus en inglés) asumió las funciones de capital estatal en 1816. La ciudad tiene una economía muy diversa basada en la educación, aseguradoras, asistencia médica y tecnología. Reconocida como la octava ciudad populosa mejor habitable en los Estados Unidos por el Money Magazine y cómo una creciente ciudad global. Los residentes de Columbus son generalmente llamados Columbusites.
En 2016 Columbus fue clasificada como la 14.° ciudad más poblada de los Estados Unidos, con 860 090 habitantes, y la 32.° área metropolitana más grande de ese país. Es la sede del condado de Franklin, aunque algunas partes de la ciudad se extienden hasta los de Delaware y Fairfield.
El nombre Columbus se usa también para referirse al Área Metropolitana homónima, que incluye otros municipios. De acuerdo al censo estadounidense, el área metropolitana tiene una población de 1 725 570 habitantes y junto a Marion y Chillicothe llega a las 1 953 575 habitantes.

## Historia
La zona donde hoy en día se encuentra Columbus, fue llamado Ohio Country bajo control de Francia a través del virrey de Nueva Francia y en esta área se establecieron puestos comerciales europeos de pieles. El lugar fue zona de conflictos constante entre los indígenas y los europeos. En la década de 1740 los comerciantes de Pensilvania habían invadido el territorio hasta que los franceses les obligaron a abandonarlo En 1763, en virtud del Tratado de París este territorio pasó a ser posesión del Imperio Británico.
Tras la Revolución estadounidense el Ohio Country se convirtió, bajo el control de los Estados Unidos, en parte del Distrito Militar de Virginia, zona reservada por Virginia para usarla como pago a los veteranos de la Revolución. Los colonos de la costa este que se trasladaron a esta región se encontraron el territorio ocupado por diversas poblaciones nativas como los Miami (pueblo amerindio), los Lenape, el Pueblo hurón, Shawnee y los Mingo, así como comerciantes europeos. Las tribus resistieron a la expansión de los incipientes Estados Unidos, de lo que resultaron años de enconados conflictos. En 1794, la decisiva Batalla de los Árboles Caídos condujo a la victoria a los Estados Unidos, que se materializó en el Tratado de Greenville de 1795, que finalmente abrió el camino para nuevos asentamientos estadounidenses. En 1797, un joven topógrafo de Virginia llamado Lucas Sullivant fundó un asentamiento permanente en la orilla oeste de la bifurcación del río Scioto, admirador de Benjamin Franklin, Sullivant eligió el nombre de «Franklinton» para su asentamiento fronterizo. Aunque la ubicación era conveniente por su proximidad a los ríos navegables, Sullivant se vio frustrado al principio cuando, en 1798, una gran inundación arrasó y acabó con el poblado que posteriormente reconstruyó.

### SigloXIX
En 1803, después de que Ohio se convirtiera en el 17.º Estado de los Estados Unidos, las luchas políticas internas entre los líderes más prominentes de Ohio dieron lugar al traslado de la capital del estado desde la ciudad de Chillicothe (Ohio) a Zanesville y nuevamente hacia la primera. El poder legislativo del estado finalmente decidió que era necesaria una nueva capital, localizada en el centro del estado. Se eligió una ubicación en el centro del Estado y de fácil acceso a las principales rutas de transportes del momento. Se escogió una nueva ciudad a la que se bautizó como Columbus en honor de Cristóbal Colón, por encima de varias competidoras, como Franklinton, Dublin, Worthington y Delaware. la nueva ciudad se fundó el día 14 de febrero de 1812, se situó sobre la orilla superior opuesta a Franklinton del río Scioto, en unaz zona conocida como Wolf's Ridge (Canto del Lobo). Por entonces, el área estaba cubierta por densos boques, usados solo para la caza.
La circunscripción de Burough de Columbus [sic] fue establecida el 10 de febrero de 1816. Se eligieron nueve personas para ocupar los cargos de alcalde, tesorero y otros. Si bien la reciente Guerra de 1812 había traído prosperidad para la región, la subsiguiente recesión y los conflictos de reclamaciones de tierras amenazaron al éxito de la nueva ciudad. Las condiciones iniciales de la ciudad fueron pésimas con frecuentes episodios de fiebre y un brote de cólera en 1833.
La National Road, que fue la primera gran carretera, de carácter federal, que se construyó en Estados Unidos, unió a Columbus con Baltimore en 1831, lo que complementó los nuevos enlaces de la ciudad con el Canal de Ohio y Erie y facilitó un auge demográfico. Una ola de inmigración europea dio lugar al establecimiento de dos enclaves étnicos en las afueras de la ciudad. Una significativa población irlandesa se asentó al norte a lo largo de la calle Naghten (actualmente Boulevard Nationwide), mientras los alemanes aprovecharon las tierras baratas del sur, creando una comunidad que se hizo conocida como Die Alte Sud Ende (El viejo final del sur), mientras que la población alemana se asentó aprovechando los bajos precios, en el sur de Columbus, creando una comunidad que llegó a ser conocida como Das Alte Südende y que fue responsable de la construcción de numerosas cervecerías, el Seminario Luterano Trinidad y la Universidad.

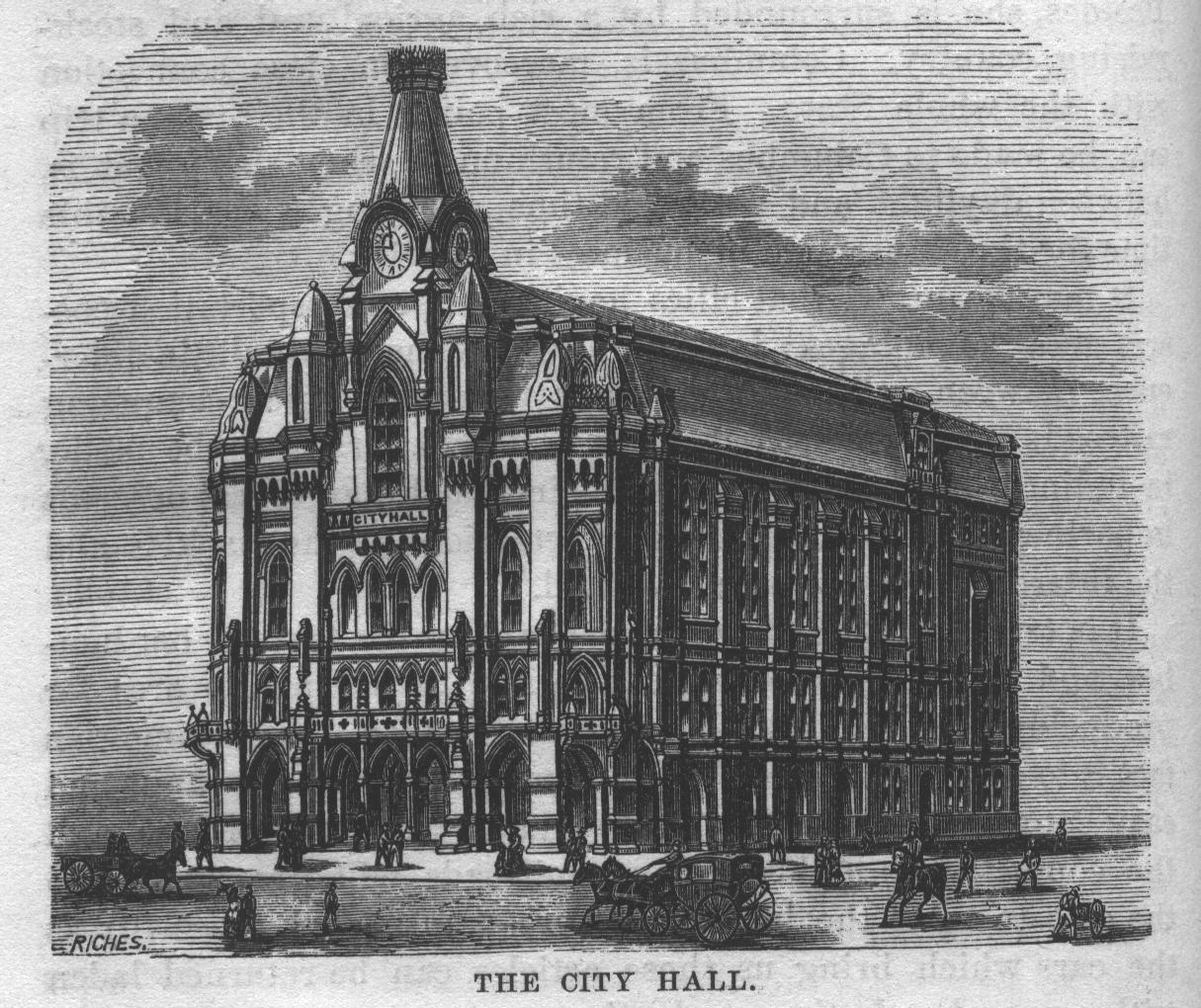
El Viejo Ayuntamiento, terminado en 1872. Se quemó en 1921.

Con una población de tres mil quinientos habitantes, Columbus fue oficialmente considerada como ciudad el día 3 de marzo de 1834. La Asamblea estatal realizó un acto especial aquel día, donde se concedió la autoridad legislativa al gobierno municipal y la autoridad judicial al alcalde. Las elecciones se llevaron a cabo en abril de aquel año, donde los votantes eligieron a John Brooks como el primer alcalde. En 1837, Columbus se anexionó la vecina ciudad de Franklinton.
En 1850 el Ferrocarril de Columbus y Xenia se convirtió en el primer ferrocarril en acceder a la ciudad, seguido por el Ferrocarril de Cleveland, Columbus y Cincinnati en 1851. Los dos ferrocarriles se comunicaron en la Union Station del lado este de la calle High justo al norte de Naughten (entonces llamada North Public Lane). El tráfico ferroviario de Columbus se incrementó hacia 1875, cuando la ciudad fue atravesada por ocho ferrocarriles y se construyó una nueva estación.
El 7 de enero de 1857, la Statehouse de Ohio se abrió finalmente al público después de ochenta años de construcción. Durante la Guerra Civil Estadounidense, Columbus fue sede del «Camp Chase», la mayor base militar del ejército federal, que albergaba a veintiséis mil soldados y mantenía a más de nueve mil prisioneros de guerra Confederados. En el lugar, se encuentran enterrados más de dos mil soldados confederados, lo que lo convierte en uno de los más grandes cementerios del norte del país. En 1870, en virtud de la ley de Morrill Land-Grant Colleges, se fundó la Facultad de Agricultura y Mecánica que se convertiría en la Universidad de Ohio, en los antiguos terrenos de William y Hannah Neil.
A finales del siglo XIX, se desarrollaron en Columbus numerosas empresas de manufacturas. La ciudad fue conocida como la «capital mundial de los carruajes», debido a la presencia de más de dos docenas de fábricas de carruaje, donde destacaba la Columbus Buggy Company, fundada en 1875 por C.D. Firestone. La Columbus Consolidated Brewing Company también fue destacada durante ese tiempo, y que pudo haber tenido un éxito aún mayor si no fuera por la influencia de la Liga Anti-Saloon, ubicada en la cercana Westerville. En la industria siderúrgica, un hombre con pensamientos avanzados llamado Samuel P. Bush presidió la compañía Buckeye Steel Castings. Columbus también fue un lugar propicio para la organización del trabajo, en 1886, Samuel Gompers fundó la Federación Americana del Trabajo y en 1890 se fundó la Unión de Mineros Norteamericanos.

### SigloXX

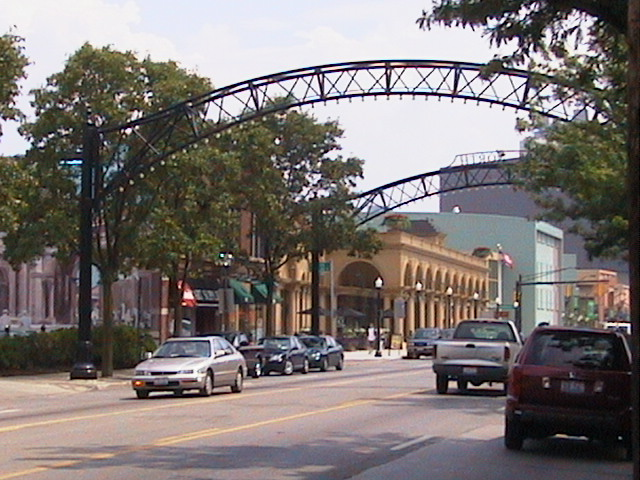
Arcos en las calles del vecindario de Short North, en el año 2002.

Columbus se ganó el apodo de «La ciudad de los arcos» debido a las decenas de arcos de metal (antiguamente de madera) que atravesaban la calle principal durante el siglo XX. Los arcos iluminaban la calzada y servían también para proporcionar energía a los tranvías. Los arcos fueron derruidos y remplazados por postes de luz en 1914; en el año 2002 se reconstruyeron en el distrito de Short North debido a su interés histórico.
El 25 de marzo de 1913, una catastrófica inundación devastó el vecindario de Franklinton. Provocó más de noventa víctimas mortales y dejó sin hogar a cientos de residentes de la orilla oeste. Para prevenir futuras inundaciones, el Cuerpo de Ingenieros del Ejército recomendó ensanchar el río Scioto en el centro de la ciudad, construir nuevos puentes y una pared de retención a lo largo de sus orillas. Tras la Primera Guerra Mundial, la situación económica propició un auge en la construcción durante los años 1920, gracias al cual se construyeron un nuevo Centro Cívico, el Teatro de Ohio, la torre LeVeque y, al norte, un nuevo estadio. En esa misma época se transfirieron también a Columbus las oficinas de centrales de la Asociación de Fútbol Americano. La asociación había sido fundada en Canton en 1920, pero en 1921 trasladó sus oficinas a Columbus, donde permanecieron hasta 1941. En 1922, el nombre de la asociación cambió al de National Football League.
Los efectos de la Gran Depresión no se sintieron demasiado en Columbus, pues la diversificada economía de la ciudad ayudó a moderar los precios, que se mantuvieron ligeramente mejores que los de sus vecinos del cinturón de manufacturas. La Segunda Guerra Mundial trajo un elevado número de nuevos empleos a la ciudad, y con ello otra oleada demográfica. Esta vez, la mayoría de los llegados eran emigrantes de las «áreas rurales extraordinariamente deprimidas» de Appalachia, los cuales muy pronto supondrían alrededor de un tercio de la creciente población de Columbus. En 1948, el centro comercial «Town and Country» abrió sus puertas en los suburbios de Whitehall, centro que ahora es considerado como uno de los primeros centros comerciales de los Estados Unidos. Con la llegada de la autopista interestatal, se impulsó el desarrollo suburbano en el centro de Ohio. Para proteger la tasa tributaria de la suburbanización, Columbus adoptó la política de unir las alcantarillas y las conexiones de agua en anexión a la ciudad. A principios de los años 1990, Columbus había crecido tanto que había llegado a convertirse en la ciudad más grande de Ohio, tanto en superficie como en población.
En las últimas décadas ha habido diversos esfuerzos por revitalizar el centro de Columbus, que han tenido resultados más bien moderados. En los años 1970, algunas edificaciones antiguas, como la estación de trenes Union Station y el hotel Neil House, se derribaron con el fin de construir altos edificios de oficinas que se vendieron más tarde al por menor, como por ejemplo el Huntington Center. Sin embargo, algunos nuevos desarrollos suburbanos como Tuttle Crossing, Easton y Polaris han frenado el crecimiento esperado en el centro. De todos modos, los esfuerzos de revitalización en el centro no han cesado, con la adición del distrito Arena, así como con cientos de centros de unidades residenciales.

## Geografía

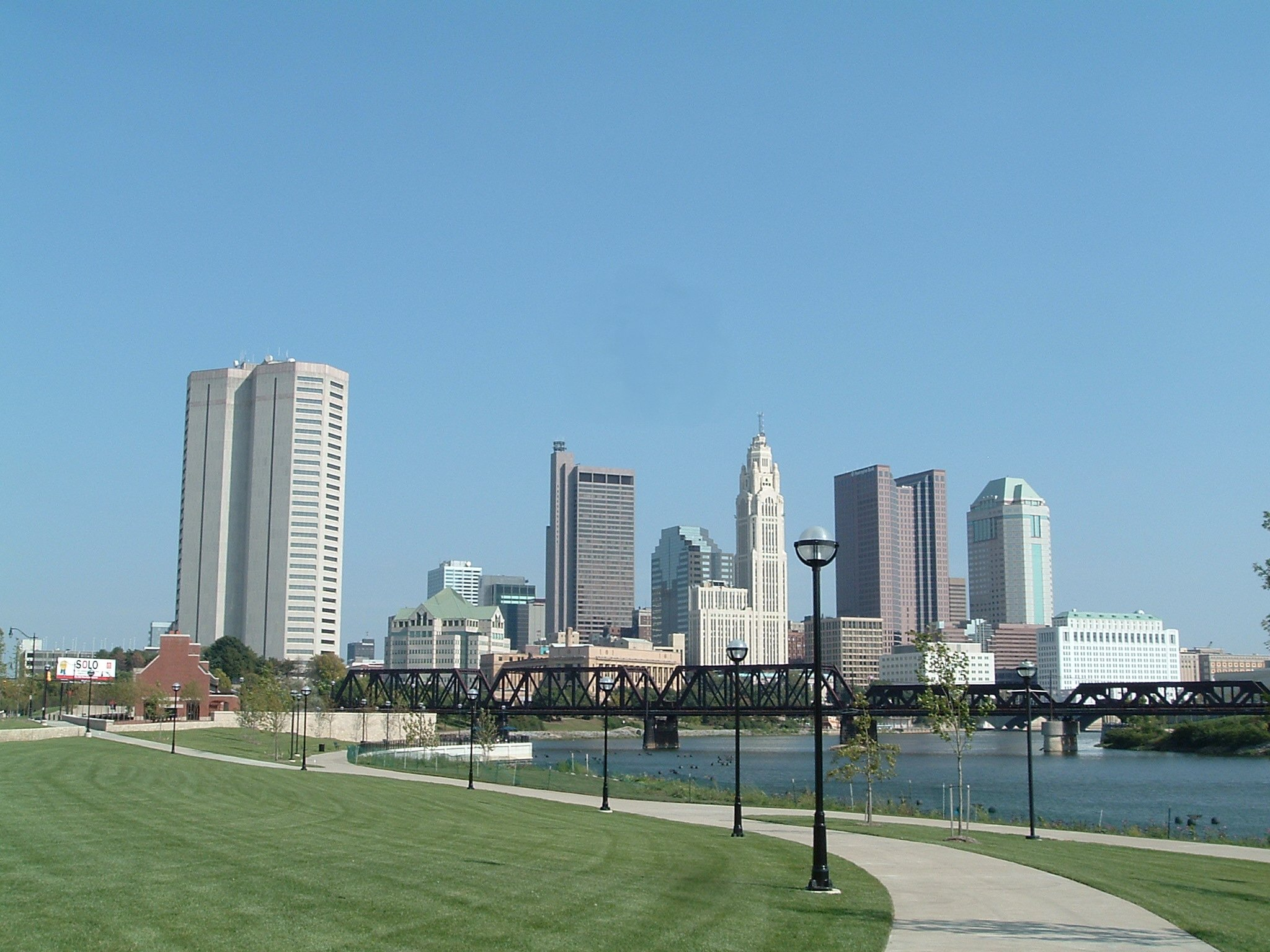
El panorama de Columbus, visto desde el Parque North Bank.

De acuerdo con la Oficina de Censos, la ciudad tiene una superficie total de 550.5 km², de los cuales 544.6 km² son tierras y 5.9 km² son aguas. A diferencia de otras ciudades grandes del centro-oeste de los Estados Unidos, Columbus continúa ampliando su alcance por medio de extensiones y anexiones, haciéndola una de las ciudades con mayor crecimiento de la nación, tanto en área como en población. Diferenciándose de Cleveland y Cincinnati, ciudades centrales de las dos áreas metropolitanas más grandes de Ohio, Columbus está rodeada por pocos suburbios; desde los años 1950 las anexiones se han hecho una condición necesaria para proveer de agua y servicio de alcantarillas, al cual proporciona de derechos regionales en gran parte de Ohio Central. Esta política es acreditada con la preservación de la base tributaria ante los suburbios norteamericanos y ha contribuido a una expansión económica continua, al igual que otras ciudades que usan políticas similares como San Antonio, Texas.
La confluencia de los ríos Scioto y Olentangy ocurre justo al oeste del centro de Columbus. Numerosos pequeños cursos de agua atraviesan la superficie de Columbus, incluyendo el Alum Creek, el Big Walnut Creek y el Darby Creek. Columbus es considerada en tener una topografía relativamente plana gracias a un gran glaciar que cubrió la mayor parte de Ohio durante la Glaciación de Wisconsin. Sin embargo, hay diferencias de elevación a lo largo de la superficie, con el punto más alto ubicado en el condado de Franklin (345 msnm) cerca de New Albany y el punto más bajo donde el río Scioto deja el condado (207 msnm) cerca de Lockbourne. Los numerosos barrancos en las orillas de los ríos y ensenadas ayudan en dar algo de variedad al paisaje. Por lo que los árboles Caducifolios son comunes, como el arce, roble, carya, nogal, álamo, álamo de Virginia y por supuesto, el falso castaño de Ohio.

### Clima
La región está dominada por el clima continental húmedo (Clas. de Köppen: Dfa), caracterizado por sus calientes y bochornosos veranos y sus fríos y secos inviernos. La temperatura máxima histórica de Columbus fue de 41 °C, ocurrida dos veces durante la sequía del Dust Bowl el 21 de julio de 1934, y nuevamente dos años después, el 14 de julio de 1936. El frío máximo registrado fue de -30 °C, ocurrido el 19 de enero de 1994.
Columbus está sujeto a un clima severo, típico del centro oeste de los Estados Unidos. Los tornados son posibles desde la primavera hasta el otoño, el más reciente ocurrió el 11 de octubre de 2006 causando daños F2 en la escala Fujita-Pearson. Inundaciones, ventiscas, y tormentas severas pueden ocurrir durante todo el año.
| Parámetros climáticos promedio de Columbus, Ohio (Aeropuerto Internacional de Puerto Columbus), normales 1991‑2020, extremos 1878‑presente | Parámetros climáticos promedio de Columbus, Ohio (Aeropuerto Internacional de Puerto Columbus), normales 1991‑2020, extremos 1878‑presente | Parámetros climáticos promedio de Columbus, Ohio (Aeropuerto Internacional de Puerto Columbus), normales 1991‑2020, extremos 1878‑presente | Parámetros climáticos promedio de Columbus, Ohio (Aeropuerto Internacional de Puerto Columbus), normales 1991‑2020, extremos 1878‑presente | Parámetros climáticos promedio de Columbus, Ohio (Aeropuerto Internacional de Puerto Columbus), normales 1991‑2020, extremos 1878‑presente | Parámetros climáticos promedio de Columbus, Ohio (Aeropuerto Internacional de Puerto Columbus), normales 1991‑2020, extremos 1878‑presente | Parámetros climáticos promedio de Columbus, Ohio (Aeropuerto Internacional de Puerto Columbus), normales 1991‑2020, extremos 1878‑presente | Parámetros climáticos promedio de Columbus, Ohio (Aeropuerto Internacional de Puerto Columbus), normales 1991‑2020, extremos 1878‑presente | Parámetros climáticos promedio de Columbus, Ohio (Aeropuerto Internacional de Puerto Columbus), normales 1991‑2020, extremos 1878‑presente | Parámetros climáticos promedio de Columbus, Ohio (Aeropuerto Internacional de Puerto Columbus), normales 1991‑2020, extremos 1878‑presente | Parámetros climáticos promedio de Columbus, Ohio (Aeropuerto Internacional de Puerto Columbus), normales 1991‑2020, extremos 1878‑presente | Parámetros climáticos promedio de Columbus, Ohio (Aeropuerto Internacional de Puerto Columbus), normales 1991‑2020, extremos 1878‑presente | Parámetros climáticos promedio de Columbus, Ohio (Aeropuerto Internacional de Puerto Columbus), normales 1991‑2020, extremos 1878‑presente | Parámetros climáticos promedio de Columbus, Ohio (Aeropuerto Internacional de Puerto Columbus), normales 1991‑2020, extremos 1878‑presente |
| Mes | Ene. | Feb. | Mar. | Abr. | May. | Jun. | Jul. | Ago. | Sep. | Oct. | Nov. | Dic. | Anual |
| --- | --- | --- | --- | --- | --- | --- | --- | --- | --- | --- | --- | --- | --- |
| Temp. máx. abs. (°C) | 23.3 | 25.6 | 29.4 | 32.2 | 35.6 | 38.9 | 41.1 | 39.4 | 37.8 | 34.4 | 26.7 | 24.4 | 41.1 |
| Temp. máx. media (°C) | 2.8 | 4.9 | 10.6 | 17.8 | 23.4 | 27.9 | 29.7 | 28.9 | 25.4 | 18.6 | 11.3 | 5.3 | 17.2 |
| Temp. media (°C) | -1.3 | 0.3 | 5.3 | 11.8 | 17.4 | 22.2 | 24.1 | 23.3 | 19.6 | 12.9 | 6.4 | 1.4 | 11.9 |
| Temp. mín. media (°C) | -5.6 | -4.3 | 0 | 5.7 | 11.3 | 16.4 | 18.6 | 17.7 | 13.6 | 7.1 | 1.7 | -2.6 | 6.6 |
| Temp. mín. abs. (°C) | -30 | -28.9 | -21.1 | -10 | -3.9 | 1.7 | 6.1 | 3.9 | -0.6 | -8.3 | -20.6 | -27.2 | -30 |
| Precipitación total (mm) | 76.2 | 61.2 | 91.9 | 97.8 | 101.3 | 110 | 118.6 | 95 | 79.8 | 73.7 | 70.9 | 79.5 | 1055.9 |
| Nevadas (cm) | 24.1 | 19.3 | 10.4 | 1.3 | 0 | 0 | 0 | 0 | 0 | 0.5 | 3 | 13 | 71.6 |
| Días de precipitaciones (≥ 0.2 mm) | 14.7 | 11.8 | 12.5 | 13.7 | 14.0 | 11.7 | 10.9 | 9.5 | 8.7 | 10.0 | 10.5 | 12.7 | 140.7 |
| Días de nevadas (≥ 0.2 cm) | 9.0 | 6.7 | 4.0 | 1.0 | 0.0 | 0.0 | 0.0 | 0.0 | 0.0 | 0.1 | 1.9 | 5.6 | 28.3 |
| Horas de sol | 110.6 | 126.3 | 162.0 | 201.8 | 243.4 | 258.1 | 260.9 | 235.9 | 212.0 | 183.1 | 104.2 | 84.3 | 2182.6 |
| Humedad relativa (%) | 71.4 | 69.5 | 64.5 | 62.5 | 66.5 | 68.5 | 70.6 | 72.8 | 72.8 | 69.3 | 71.8 | 74.1 | 69.5 |
| Fuente: NOAA (horas de sol y humedad 1961‑1990) y Weather Atlas                                                                            | | | | | | | | | | | | | |

### Paisaje urbano
Columbus también tiene varios barrios distinguidos dentro de su superficie. Short North, situado al norte del centro, es rico en galerías de arte, restaurantes, pubs y especialmente comercios. En gran número, casas con estilo Victoriano se localizan cerca, y juntas comprenden el Victorian Village. Hacia el sur, el German Village es conocido por sus casitas de campo en ladrillo del siglo XIX y es considerado como el más grande sitio histórico privado en el Registro Nacional de Sitios Históricos. Estos tres vecindarios han experimentado en gran escala una gentrificación. Franklinton, a veces conocido como «el profundo», es el vecindario inmediatamente al oeste del centro. Lleva ese colorido sobrenombre debido que a que muchas de sus tierras se encuentran por debajo del nivel de los ríos Scioto y Olentangy, y una pared contra inundaciones se requiere para contener a los ríos y proteger el área contra devastadoras inundaciones. Hacia el este de Franklinton hay un grupo de pequeños vecindarios usualmente llamados de «The Hilltop».
En área cercana a la Universidad de Columbus está poblada por una alta concentración de estudiantes durante el año escolar (aproximadamente cincuenta mil personas) y se destacan muchas casas antiguas que han sido convertidas en departamentos para el uso de los estudiantes. La extensión de la calle principal que atraviesa el área del campus ofrece a los estudiantes abundancia de bares, sandwicherías, tiendas de música y librerías. Entre medio de OSU y Worthington se localiza Clintonville, donde pueden encontrarse una mezcla de casas de clase media junto a antiguas casas de piedra y fachada de ladrillos sobre el terreno accidentado. Más al oeste del centro, San Margherita es conocida por su comunidad de inmigrantes italianos que arribaron en el siglo XX.

### Transportes
El plan de calles de la ciudad se origina en el centro y se extiende hacia los vecindarios más antiguos, siguiendo un plano ortogonal con la intersección de las calles High Street (que atraviesa la ciudad de norte a sur) y la Broad Street (este-oeste) en su centro. Las calles que van de norte a sur recorren doce grados al oeste, en paralelo a la High Street; las avenidas Fifth Avenue, Sixth Avenue, Seventh Avenue recorren la ciudad de este a oeste en forma perpendicular a High y paralela a Broad. El sistema de dirección comienza su numeración en la intersección de Broad y High, incrementándose en magnitud con la distancia de esa intersección.
Columbus está bisectada por dos autopistas interestatales, I-70 que tiene una dirección este-oeste y la I-71 que recorre una dirección norte-suroeste. Las dos interestatales se combinan en el centro por aproximadamente 2.4 km en un área localmente conocida como «The Split», el punto de mayor congestión del tráfico en Columbus, especialmente en las horas pico. La US-40, también conocida como Carretera Nacional, recorre a Columbus de este a oeste, comprendiendo la calle principal hacia el este del centro y la calle Broad hacia el oeste. Es extensamente reconocida como la primera autopista federal.
Columbus mantiene un servicio municipal de autobuses llamado Central Ohio Transit Authority (COTA). Poseía una estación de trenes en el centro conocida como Union Station, sin embargo fue derribada a finales de los años 1970. Columbus es hoy la segunda área metropolitana más grande de Estados Unidos (después de Phoenix) sin servicio de trenes para pasajeros. Es servido por el Aeropuerto Internacional Port Columbus, Aeropuerto Internacional Rickenbacker, el aeropuerto Don Scott Airport (que depende de la Universidad Estatal) y el aeropuerto Bolton Field.
Un moderno servicio de tranvías ha sido propuesto para el centro y las áreas suburbanas. La ruta más favorecida usaría la calle High, desde el distrito de Brewery hasta Short North. No está claro de donde sacarían el dinero para el financiamiento y no se han promulgado planes firmes para su construcción.

## Demografía
| Resultados de los censos en Columbus |           |             |       |
| Año                                  | Población | % Variación | Lugar |
| 1840                                 | 6048      | S/D         | 70    |
| 1850                                 | 17 882    | 195.7       | 37    |
| 1860                                 | 18 554    | 3.8         | 49    |
| 1870                                 | 31 274    | 68.6        | 42    |
| 1880                                 | 51 647    | 65.1        | 33    |
| 1890                                 | 88 150    | 70.7        | 30    |
| 1900                                 | 125 560   | 42.4        | 28    |
| 1910                                 | 181 511   | 44.6        | 29    |
| 1920                                 | 237 031   | 30.6        | 28    |
| 1930                                 | 290 564   | 22.6        | 28    |
| 1940                                 | 306 087   | 5.3         | 26    |
| 1950                                 | 375 901   | 22.8        | 28    |
| 1960                                 | 471 316   | 25.4        | 28    |
| 1970                                 | 539 677   | 14.5        | 21    |
| 1980                                 | 564 871   | 4.7         | 19    |
| 1990                                 | 632 910   | 12.0        | 16    |
| 2000                                 | 711 470   | 12.4        | 15    |
| 2005                                 | 730 657   | S/D         | 15    |

Según el censo del 2000, había 711 470 personas, 301 534 casas y 165 240 familias que residían en la ciudad. La densidad poblacional fue de 1306.4 hab./km². Había 327 175 unidades de alojamiento con una densidad media de 600.8 viviendas/km². La distribución racial de la ciudad era de 67.93 % blancos, 24.47 % negros, 0.29 % nativos americanos, 3.44 % asiáticos, 0.05 % isleños del pacífico, 1.17 % de otros lugares y 2.65 % de dos o más razas. El 2.46% de la población eran hispanos de cualquier raza.
De los 301 534 hogares, un 28 % tenían niños menores de dieciocho años, un 36.1 % eran parejas conviviendo juntas, el 14.5 % tiene a una mujer como cabeza de familia sin un esposo presente y en un 45.2 % no son familias. El 34.1 % de todas las casas está compuesta por individuos y el 7% tiene a alguien sesenta y cinco o más años de edad viviendo solo. El tamaño medio de una casa era 2.30 y el de una familia del 3.01 %.
La distribución por edades es del 24.2 % para menores de dieciocho años; 14 % desde dieciocho hasta veinticuatro años; 35.1 % de veinticinco a cuarenta y cuatro años; 17.9 % de cuarenta y cinco a sesenta y cuatro años y un 8.9 % para personas de sesenta y cinco o más años edad. La edad media fue de treinta y un años. Por cada cien mujeres había 94.6 hombres y por cada cien mujeres de dieciocho años o más, había 91.9 hombres.
El ingreso medio para una casa en la ciudad era de 37 897 dólares y el ingreso medio de una familia de 47 391 dólares. Los hombres tenían un ingreso medio de 35 138 dólares contra el 28 705 dólares de las mujeres. El ingreso per cápita de la ciudad era de 20 450 dólares. Cerca del 10.8 % de las familias y el 14.8 % de la población se encontraban por debajo de la línea de pobreza, incluyendo a un 18.7 % de estos que son menores de edad y un 10.9 % que ultrapasan los sesenta y cinco años.
El área metropolitana de Columbus experimentó varias olas de inmigración durante el siglo XX, incluyendo a grupos venidos desde Vietnam, Rusia, Somalia y una inmigración en curso de México y otros países de Latinoamérica. Personas de muchos otros países conviven también, relacionados con el dibujo internacional de la Universidad Estatal de Ohio. Como se da en casi todo Estados Unidos, hay una menor asimilación que una compartimentalización, con gran barrios monoétnicos en desarrollo. Esta afluencia hace presión sobre todas las instituciones sociales, notablemente en las escuelas públicas y el sistema de salud.
Debido a sus datos demográficos, que incluyen una mixtura de razas y un buen nivel de ingresos, tanto en áreas urbanas, suburbanas como rurales, Columbus ha sido considerada como una típica ciudad norteamericana y se han hecho pruebas con nuevos productos y la incorporación de grandes cadenas de comidas. Sin embargo, nuevos estudios sugieren que Columbus puede no reflejar con exactitud al total de la población de los Estados Unidos.

## Cultura y educación
La ciudad cuenta con aproximadamente cien mil estudiantes universitarios. Los institutos de educación superior más grandes de Columbus son la Universidad Estatal de Ohio y la Universidad Comunitaria Estatal de Columbus.
En Columbus hay dos equipos profesionales de grandes ligas: los Columbus Blue Jackets de la National Hockey League (hockey sobre hielo) y el Columbus Crew de la Major League Soccer (fútbol). Por otra parte, los Ohio State Buckeyes universitarios han ganado cuatro Rose Bowl de fútbol americano y jugaron once Final Four de baloncesto masculino.

## Economía
Columbus tiene generalmente una economía fuerte y diversa, que está entre los primeros diez puestos de los Estados Unidos, y la mejor del estado de Ohio. Como Columbus es la capital estatal, hay una fuerte presencia gubernamental en la ciudad. Incluyendo la ciudad, los condados, el estado y los cargos federales, los cargos gubernamentales es la fuente de trabajo más amplia que existe en Columbus.

## Ciudades hermanadas
- Sevilla,  España
- Odense,  Dinamarca
- Génova,  Italia
- Kfar Saba,  Israel
- Cambrils,  España
- Curitiba,  Brasil
- Anse-Bertrand,  Francia
- Palos de la Frontera,  España